# I. Ferenc József 1895-ös zágrábi látogatása
I. Ferenc József király 1895-ös zágrábi látogatására Khuen-Héderváry Károly horvát bán kezdeményezésére került sor 1895. október közepén abból az alkalomból, hogy a Horvát-Szlavón Királyság fővárosában megnyissa a Nemzeti Színházat. A látogatást horvát diákok egy csoportja arra használta fel, hogy tiltakozzon a magyar Khuen-Héderváry horvát bán uralma ellen. A tiltakozást Stjepan Radić vezette, aki később megalakította az ország egyik legnagyobb pártját, Horvát Népi Parasztpártot.

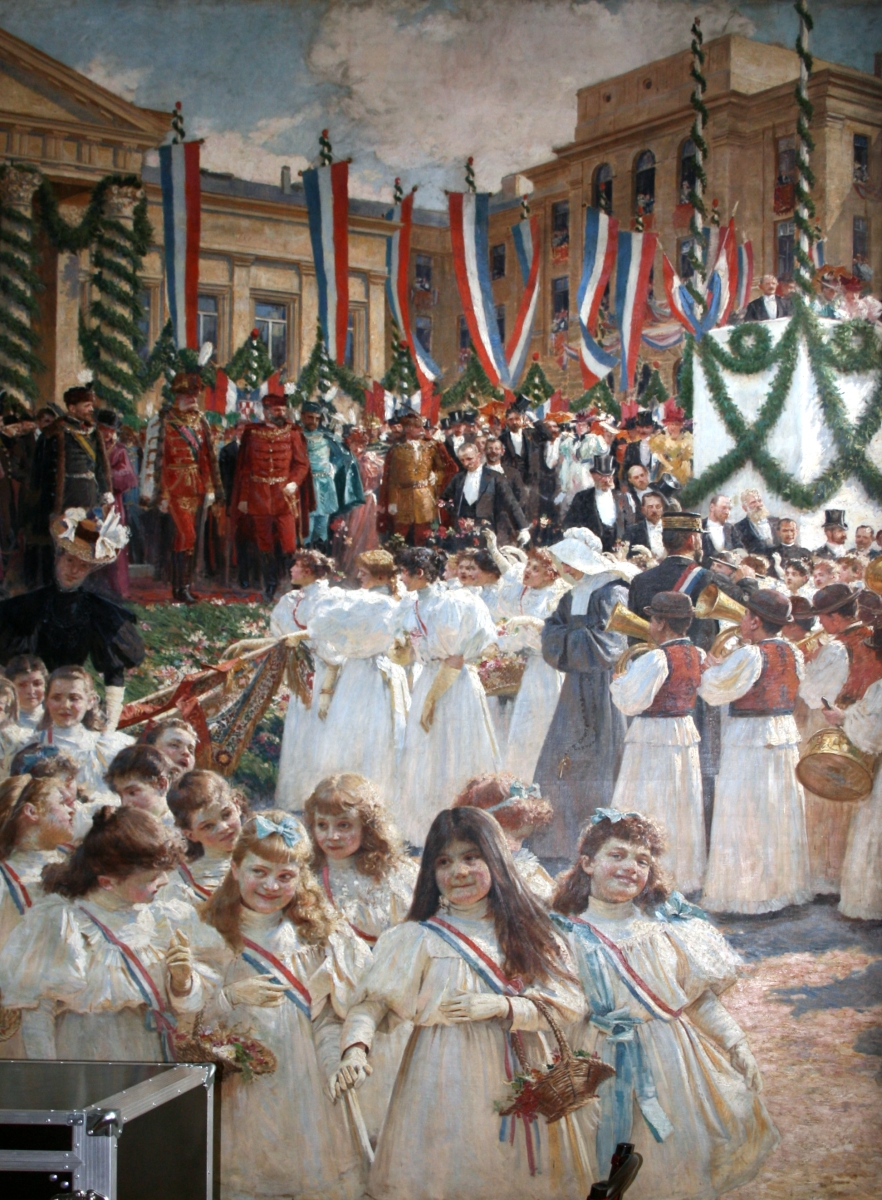
Éljen a király! – Vlaho Bukovac festménye a látogatás emlékére

## Előzmények
Az európai városok fejlődésében a 19. század második felében a színházak különösen fontos helyet foglaltak el, mely a liberális polgárság erősségének egyik mutatója volt. A 19. század végétől az első világháború kezdetéig Horvátországban számos új színházi épületet emeltek. Zárában és Dubrovnikban 1865-ben, Eszéken 1866-ban, Šibenikben 1870-ben, Varasdon 1873-ban, Fiumében 1885-ben, Károlyvárosban 1892-ben, Splitben 1893-ban nyílt meg a színház, így a főváros sem akart lemaradni. A színházi élet egyre gyorsabb fejlődésének közepette, különösen a művészeti és technikai követelmények terén – különösen az Opera 1870-es alapítása után – az igények messze meghaladták a Felsővárosi Színház lehetőségeit. 
Egy felszereltebb épület felépítésének gondolata már 1871-ben felmerült, de az 1880-as zágrábi földrengésig ezen a téren nem történt semmi. A földrengés azonban jelentős károkat okozott a Felsővárosi Színház épületében, így ismét felvetődött az új színház kérdése. Az 1880 áprilisában kinevezett Marijan Derenčin horvát író és parlamenti képviselő által vezetett színházi bizottság adománygyűjtési kampányba kezdett és átfogó petíciót nyújtott be a kormányhoz egy új épület felépítésének szükségességéről, egyúttal tervrajzokat rendelt meg, melyekből 1893-ig öt készült el. 1881 júniusában a horvát parlament elfogadta az új zágrábi nemzeti színház építéséről szóló törvényt, amelyet I. Ferenc József császár október 31-én megerősített. 
1894. május 22-én több mint kétszáz munkás kezdte meg az építkezést. Négy hónapon belül az épület tető alatt volt, és megkezdődtek a belső munkálatok. Az építkezés a tervek szerint haladt, és 1895. október 8-án tizenhat hónap elteltével kiadták a használatbavételi engedélyt.
Khuen-Héderváry horvát bánnak sikerült megszerveznie, hogy a Horvát Nemzeti Színház ünnepélyes megnyitóján Erzsébet királynéval az oldalán Ferenc József császár és király személyesen is részt vegyen. A császárnak és a királynak a megfelelő szertartásokkal együtt kellett volna letennie a színház, valamint a Zeneintézet és a Gimnázium épületének zárókövét, valamint részt kellett volna vennie más ünnepi eseményeken is. Az eseménynek a horvát politika vezetői nagy jelentőséget tulajdonítottak. Khuen-Héderváry meg akarta mutatni a királynak, hogyan sikerült teljesítenie a rábízott feladatot: megbékíteni Horvátországot. A látogatásra egész Zágráb ünnepi díszbe öltözött, a várost virággal gazdagon díszített boltívek, horvát címerek, szalagok és zászlók díszítették.

## A látogatás lefolyása
Ferenc József zágrábi érkezése tiszteletére a Szent István Társulat akkori épülete mellett a Tomislav király téren nagy diadalívet emeltek. A protokoll szerint a diadalívet két zászló díszítette: Ferenc József császári-királyi, fekete-sárga Habsburg-zászlója és a horvát nemzeti zászló, azaz a trikolór. A Szent István Társulat épületének első emeletén azonban, mely a Magyar Vasúti Igazgatóság székháza volt, a magyar tisztségviselők váratlanul és protokollon kívül reggel hét óra körül kitűzték a hivatalos koronás címeres magyar nemzeti zászlót. Így a magyar zászló a protokoll szerint elhelyezett horvát és a Habsburg zászló fölé magasodott. A horvátok ellenérzése, különösen a zágrábi egyetem hallgatói körében a tetőfokára hágott.

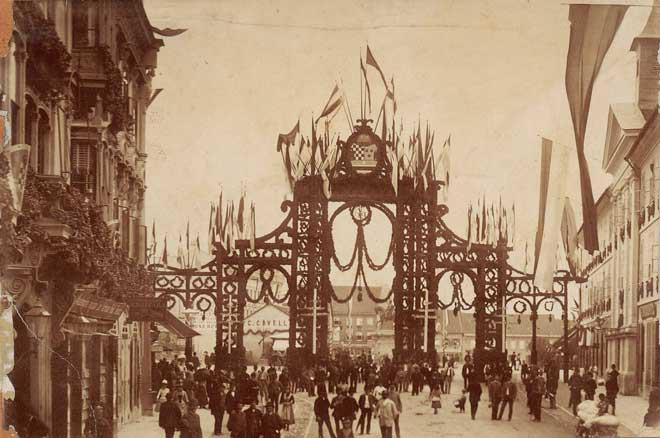
A látogatásra emelt diadalkapu

A császár 1895. október 14-én vonattal érkezett meg Zágrábba. A vonat egyik vagonjában, amellyel a császár Budapesten keresztül megérkezett Zágrábba, a koronázás emlékére a Rákos-mezőről származó „magyar föld” volt. A szőnyeget, amelyre a császár lépett a zágrábi állomáson, „magyar földdel és homokkal” szórták fel, ami természetesen nagyon feldühítette a királyukat fogadó horvátok túlnyomó többségét (Ferenc József horvát királyként látogatott Horvátországba). A zágrábi állomáson a fogadáson egy ünneplő diáktársaság is jelen volt, akik „Dicsőség Jelačićnakot” kiabálva már akkor is demonstrálták magyarellenes érzéseiket, amikor a menet elhaladt, majd megtagadták az áthaladást a diadalív alatt, amely felett a magyar zászló volt. Másnap a császár a tiszteletére rendezett fogadáson vett részt a Kolo épületében. Az október 15-én és 16-án tartott találkozókon a diákok megegyeztek abban, hogy a magyar politikával kapcsolatos elégedetlenségüket a Josip Jelačić bán téren a magyar zászló nyilvános égetésével fejezik ki. Megállapodtak, hogy a zászlón nem lehet az uralkodó Habsburg-dinasztia birodalmi jelvénye vagy Szent István koronája, nehogy a bíróság törvénysértéssel vádolja őket. Az egyik diák Margareta Mastler 18 éves zágrábi kalaposnőt kérte meg, hogy varrjon magyar nemzeti színű zászlót, amit később elégetni szándékoztak. Más források szerint a zászlót az 1872-ben született zágrábi Irena Hirschl varrta.

### A zászlóégetés

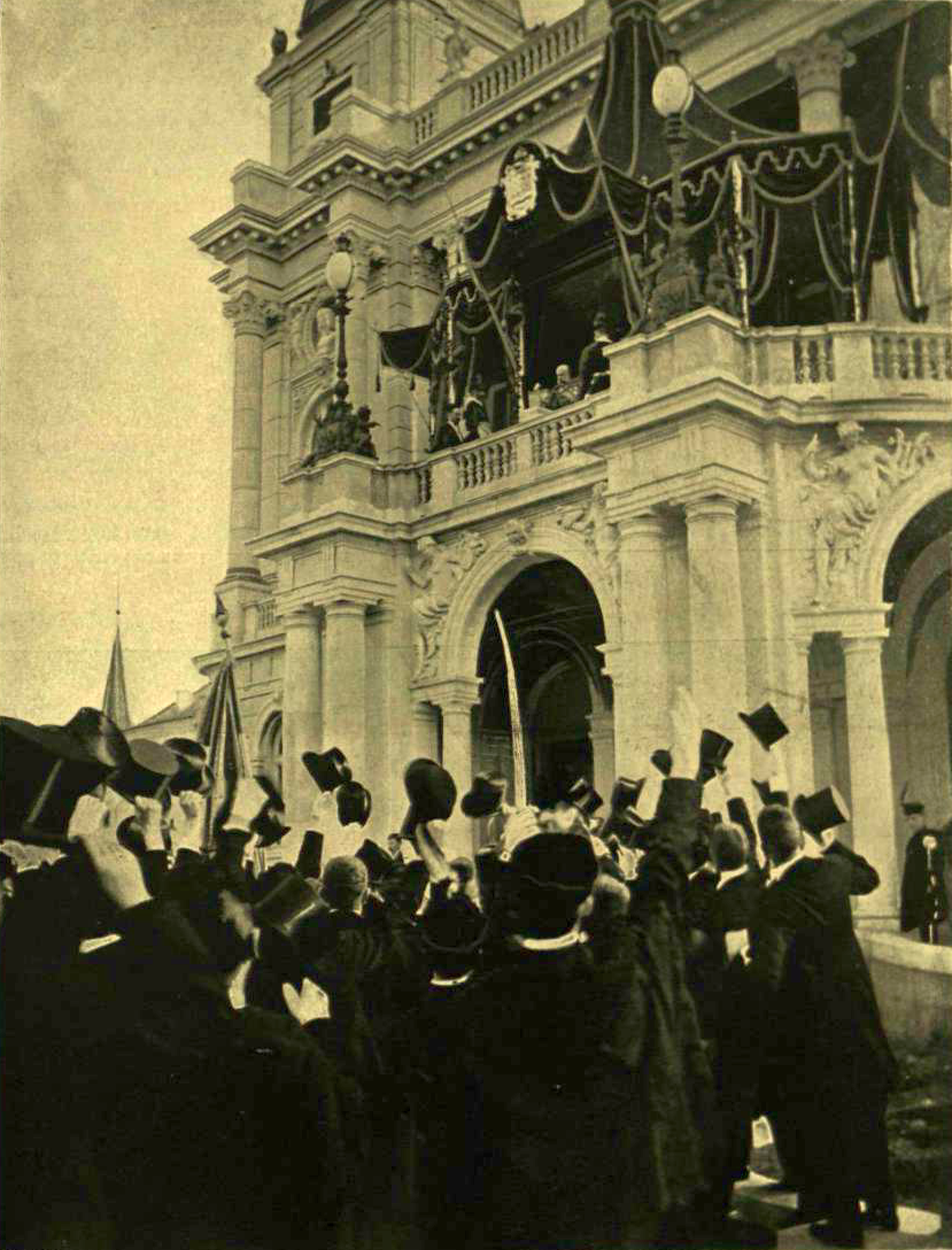
A zágrábi Horvát Nemzeti Színház zárókövének ünnepélyes letétele

A király látogatásának utolsó napja október 16 volt. Az ünneplő diáktársaság 10 és 11 óra között, miközben a király belépett oda, felsorakozott a városháza előtt, majd menetben vonultak a Jelačić bán tér felé. A résztvevők leírása szerint a felvonulás élén mintegy 30, díszszablyával felfegyverzett, ünnepiruhás diák haladt az egyetem zászlóját vivő Vladimir Vidrić vezetésével. Körülötte több, kivont szablyát tartó diák lépkedett. Utánuk egy mintegy százfős, hivatalos civil ruhás diákcsoport következett, hátul pedig további 20-30 ünnepi ruhás diák zárta a sort. A Petr Preradović téren azt kiabálva, hogy „a magyar zászlót Magyarországba, a szerb zászlót pedig Szerbiába” levették az ortodox templom előtt lengő szerb zászlót. Amikor bán emlékműve alá értek, az egyik diák elővette a magyar zászlót, majd négy diák kardpengéje hegyével a sarkainál átszúrta és a magasba emelte. Egyikük alkohollal öntötte le, majd egy másik felgyújtotta. Ekkor az összes jelenlévő diák kiabálni kezdett: „Éljen I. Ferenc József horvát király!”, „Dicsőség Jelačićnak!”, valamint „Abcúg magyarok!” A zászló elégetése után a hallgatók rendezetten, menetben vonultak vissza az egyetem épülete felé. Josip Horvat Horvátország politikai története című könyvében arról ír, hogy a magyar trikolórt a gospići Josip Heneberg gyújtotta fel. A Néppárt lapja a „Narodne novine” 1895. november 13-án, a megvádolt diákok pere során azonban azt írta, hogy a zászlót Žiga (Žigmund) Hacker, egy joghallgató és egy zágrábi zsidó gyújtotta fel, aki „büszke volt a magyar zászló, mint a Nagy-Magyarország jelképének az égetésére.”

### A következmények
A bánt a rendőrség azonnal értesítette az eseményről, és elrendelte a tüntetés valamennyi résztvevőjének azonnali letartóztatását. I. Ferenc Józsefet meglepte és nagyon megzavarta ez az esemény. Stjepan Radićot 12:30-kor az elsők között tartóztatták le az utcán. Aznap és a következő napon összesen 24 diákot tartóztattak le. A nyomozást nagyon gyorsan lefolytatták, így a következő hónapban megkezdődött a főtárgyalás a zágrábi királyi bíróság büntetőbizottsága előtt, amelynek elnöke Aleksandar Rakodczay volt. A vádiratban 48 vádlott diák szerepelt, akiket főbűncselekményként az „egyik állam lakosainak a másikkal szembeni” ellenségeskedés szításával és ezzel összefüggésben a Btk. 302. cikke szerinti bűncselekmény elkövetésével vádoltak meg. A vádlottak szolidárisak voltak, és nem akarták megmondani, hogy melyiküknek milyen szerepe volt az eseményben, és általánosságokban, bonyolult módon válaszoltak a kérdésekre. A bíró bűnösnek találta őket, bár az ítéletéből nem derült ki, hogy melyik vádlott mit követett el. Radić hat hónap, Gjuro Balaško öt hónap, Milan Dorwald, Osman Hadžić, Vladimir Vidrić, Josip Šikutrić, Vladimir Frank és Ivo Frank négy hónap börtönbüntetést kapott (Ivan Frankot egy másik bűncselekmény miatt ítélték el), a többiek (Aleksandar Horvat és mások) két hónap börtönbüntetést kaptak, négyüket pedig felmentették. A hallgatókat neves zágrábi ügyvédek, Mile Starčević, Marijan Derenčin, August Harambašić, Kornitzer, M. Petračić, Franko Potočnjak, Ivan Ružić és Šime Mazzura védték.
Az elítélt diákokat eltiltották a zágrábi egyetemi tanulmányoktól. Radić Prágában folytatta jogi tanulmányait, de hamarosan kizárták a prágai, majd közvetlenül utána a pesti egyetemről is, így az Osztrák-Magyar Monarchia egész területén lehetetlen volt számára a továbbtanulás. 1904-ben testvérével, Antunnal megalapította a Horvát Népi Parasztpártot, és az egyik legjelentősebb horvát politikus lett. Irena Hirschlt, aki egyes források szerint az elégetendő magyar zászlót varrta, zsidóként a Független Horvát Állam idejében letartóztatták és 1941-ben a lobori lágerbe zárták, míg férjét, Samuelt Jasenovacban rabosították. Irena és Samuel is a táborokban pusztult el.

## Fordítás
Ez a szócikk részben vagy egészben  a   Spaljivanje mađarske zastave u Zagrebu 16. listopada 1895. című horvát Wikipédia-szócikk ezen változatának fordításán alapul.  Az eredeti cikk szerkesztőit annak laptörténete sorolja fel. Ez a jelzés csupán a megfogalmazás eredetét és a szerzői jogokat jelzi, nem szolgál a cikkben szereplő információk forrásmegjelöléseként.